# لوك أوينز
لوك أوينز (بالإنجليزية: Luke Owens)‏ هو لاعب كرة قدم أمريكية أمريكي، ولد في 9 أكتوبر 1933 في شتوتغارت في الولايات المتحدة، وتوفي في 9 ديسمبر 2016 في كليفلاند في الولايات المتحدة.

## وصلات خارجية
- لوك أوينز على موقع مرجع كرة القدم المحترفة.كوم (الإنجليزية)